# Francisco de Assis de Távora

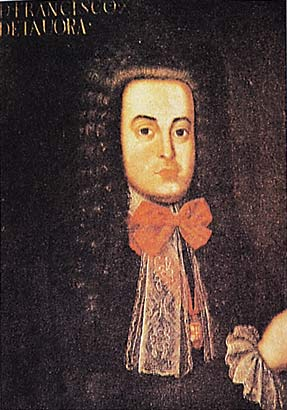
Francisco de Assis de Távora

Francisco de Assis de Távora, 3. Marquês de Távora, 3. Conde de Alvor, 5. Conde de São João da Pesqueira (* 7. Oktober 1703; † 13. Januar 1759) war ein portugiesischer Adliger und Generalleutnant, der zwischen 1750 und 1754 Vizekönig von Portugiesisch-Indien war.

## Leben

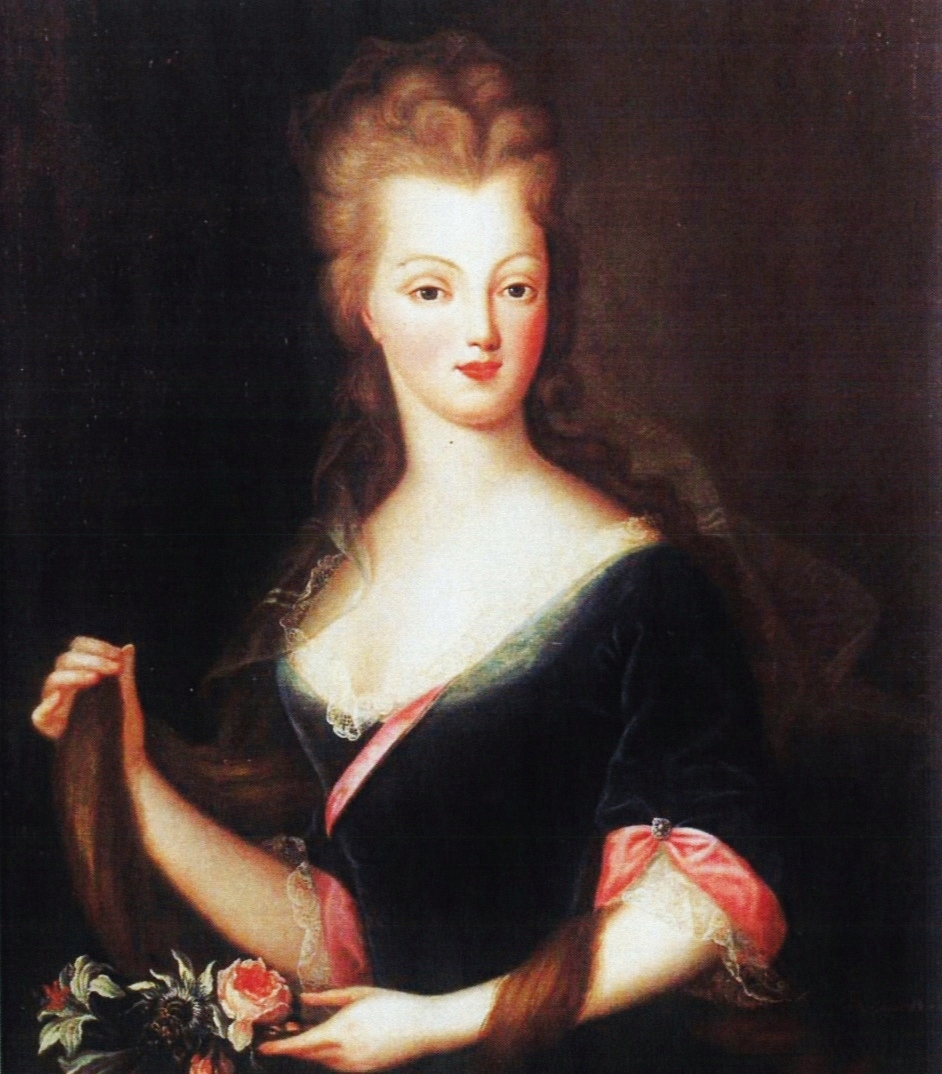
Leonor Tomásia de Távora, 3. Marquesa de Távora war seit 1718 mit ihrem Cousin Francisco de Assis de Távora verheiratet

Francisco de Assis de Távora war der älteste Sohn und Erbe von Bernardo António Filipe Neri de Távora, 2. Conde de Alvor, und dessen Ehefrau Joana de Lorena. 1718 heiratete er seine Cousine Leonor Tomásia de Távora, 3. Marquesa de Távora, Tochter des Oberst der Infanterie Luís Alvares de Távora, 2. Marquês de Távora, 4. Conde de São João da Pesqueira, und dessen Ehefrau Ana de Lorena, eine Tochter von Nuno Caetano Álvares Pereira de Melo, 4. Duque de Cadaval, 6. Marquês de Ferreira, 7. Conde de Tentúgal. Nachdem Leonor Tomásia de Távora aufgrund des vorherigen Todes ihres älteren Bruders Luís Bernardo de Távora 1718 nach dem Tode ihres Vaters Luís Alvares de Távora am 8. Februar 1721 suo jure die Titel als 3. Marquêsa de Távora, Condessa de São João da Pesqueira, erbte, erbte Francisco de Assis de Távora diese Titel jure uxoris ebenso wie die weiteren Titel als 19. Senhor da Casa de Távora sowie als 9. Senhor do Mogadouro.
Francisco de Assis de Távora begann eine militärische Laufbahn und wurde zuletzt zum Generalleutnant befördert. Am 18. Februar 1750 wurde er von König Johann V. als Nachfolger von Pedro Miguel de Almeida Portugal e Vasconcelos, 3. Conde de Assumar, 1. Marquês de Castelo Novo, 1. Marquês de Alorna, die Funktion als Vizekönig von Portugiesisch-Indien ernannt. Er war damit der letzte Vizekönig, der von König Johann V. ernannt wurde, der am 31. Juli 1750 verstarb. Mit ihm reiste auch António Taveira da Neiva Brum da Silveira, der 1750 neuer Erzbischof von Goa wurde. Am 22. September 1750 traf er in Goa ein, war er Trauerfeierlichkeiten zu Ehren des verstorbenen Königs abhalten ließ. Während seiner Amtszeit als Vizekönig entsandte er Marineeinheiten zum Kampf gegen Piraten vor der Insel Diu und erklärte des Weiteren dem Herrscher der Sundainseln den Krieg, in dessen Verlauf er Pondá und Zambaulim für die portugiesische Krone in Besitz nahm. Am 18. September 1754 übernahm Luís Mascarenhas, 2. Conde de Alva, das Amt des Vizekönigs von Portugiesisch-Indien, woraufhin Távora nach Portugal zurückkehrte.
Am 3. September 1758 kam es zu einem Attentat auf König Joseph I., der nach dem Tode seines Vaters am 31. Juli 1750 neuer König von Portugal wurde. Der König war auf dem Heimweg nach Ajuda, wo er in einer Zeltstadt residierte, da sein Schloss bei dem Erdbeben von 1755 zerstört wurde. Er kam von einem Schäferstündchen mit seiner Mätresse und war daher ohne Eskorte. Auf dem Weg nach Ajuda wurde er überfallen und angeschossen. Die Täter wurden gefasst und gestanden unter der Folter, von den Tavoras beauftragt worden zu sein. Die Familie Tavora standen in Opposition zu Sebastião José de Carvalho e Melo, der seit 1756 Erster Minister war und ab 1769 den Adelstitel „Marquês de Pombal“ führte. Der Marquês de Pombal nutzte die Gelegenheit um die gesamte Familie des Hochverrats anzuklagen. Sogar der Lehrer von Leonora de Tavora, der Jesuitenmönch Gabriel Malagrida, wurde verhaftet und später auf dem Scheiterhaufen verbrannt. Am 13. Januar 1759 wurde fast die gesamte Familie, außerdem ihr angeblicher Mitverschwörer, José de Mascarenhas da Silva e Lencastre, Duque de Aveiro, exekutiert, ihr Besitz konfisziert und ihr Name aus dem Adelsverzeichnis gestrichen. Nur der Königin war es zu verdanken, dass nicht alle Tavoras getötet wurden. Bis heute ist diese sogenannte „Tavora-Affäre“ ungeklärt.